# Hoda Kotb
Hoda Kotb (in arabo هدى قطب‎?, Hudā Quṭb; Norman, 9 agosto 1964) è una giornalista, attrice e scrittrice statunitense.

## Biografia
Di origine egiziana da entrambi i genitori, Hoda Kotb è nata a Norman in Oklahoma ed è cresciuta a Morgantown in Virginia Occidentale, successivamente, si è trasferita ad Alexandria in Virginia. Inoltre, ha vissuto a New Orleans per tutti gli Anni '90. Kotb e la sua famiglia hanno vissuto in Egitto per un anno, così come in Nigeria. Ha un fratello di nome Adel e una sorella, Hala. Sua madre Sameha ("Sami") lavorava alla Biblioteca del Congresso. Suo padre Abdel Kader Kotb era uno specialista di energia fossile ed era elencato nel Who's Who of Technology. Morì all'età di 51 anni nel 1986.
Inizia la sua carriera di giornalista nel 1980 allʼetà di 25 anni, conducendo il Telegiornale in Egitto sulla 3ª rete. In seguito, dopo essersi diplomata alla Fort High School, nel 1983 ha iniziato a condurre più programmi televisivi, sempre in Egitto, laureandosi nel 1986 in giornalismo radiotelevisivo. Dal 1999 conduce vari programmi sulla rete NBC negli Stati Uniti. Lavora quindi come attrice teatrale. Nel 2015 partecipa in un episodio della serie televisiva Law & Order - Unità vittime speciali nel ruolo di se stessa.
Durante un'intervista alla 92nd Street Y, Kotb ha accennato alle sue radici musulmane quando ha raccontato i suoi ricordi delle vacanze estive annuali in Egitto, delle sue cugine velate e di come la migrazione dei suoi genitori negli Stati Uniti l'avesse risparmiata dal dover fare lo stesso: "Abbiamo incontrato le nostre cugine che sembravano proprio come noi. Alcune di loro avevano il copricapo. Ricordo ancora di aver detto: 'Oh, mio Dio. Così avrei potuto essere io". Non ti rendi conto del regalo che i tuoi genitori ti fanno quando te ne vai". Kotb non fa menzione di alcuna ascendenza copta nella sua autobiografia, come alcuni articoli online hanno invece sostenuto.

## Vita privata
Nel 2005, Kotb ha sposato l'ex allenatore di tennis dell'Università di New Orleans: Burzis Kanga. Il matrimonio si è concluso con il divorzio nel 2008. Dal 2013, Kotb ha avuto una relazione con il finanziere di New York Joel Schiffman. Il 25 novembre 2019, Kotb ha annunciato in diretta su Today il fidanzamento.
Il 21 febbraio 2017, Kotb ha annunciato su Today di aver adottato una bambina di nome Haley Joy Kotb. Il 16 aprile 2019, Kotb ha adottato una seconda bambina di nome Hope Catherine Kotb.

## Premi e riconoscimenti

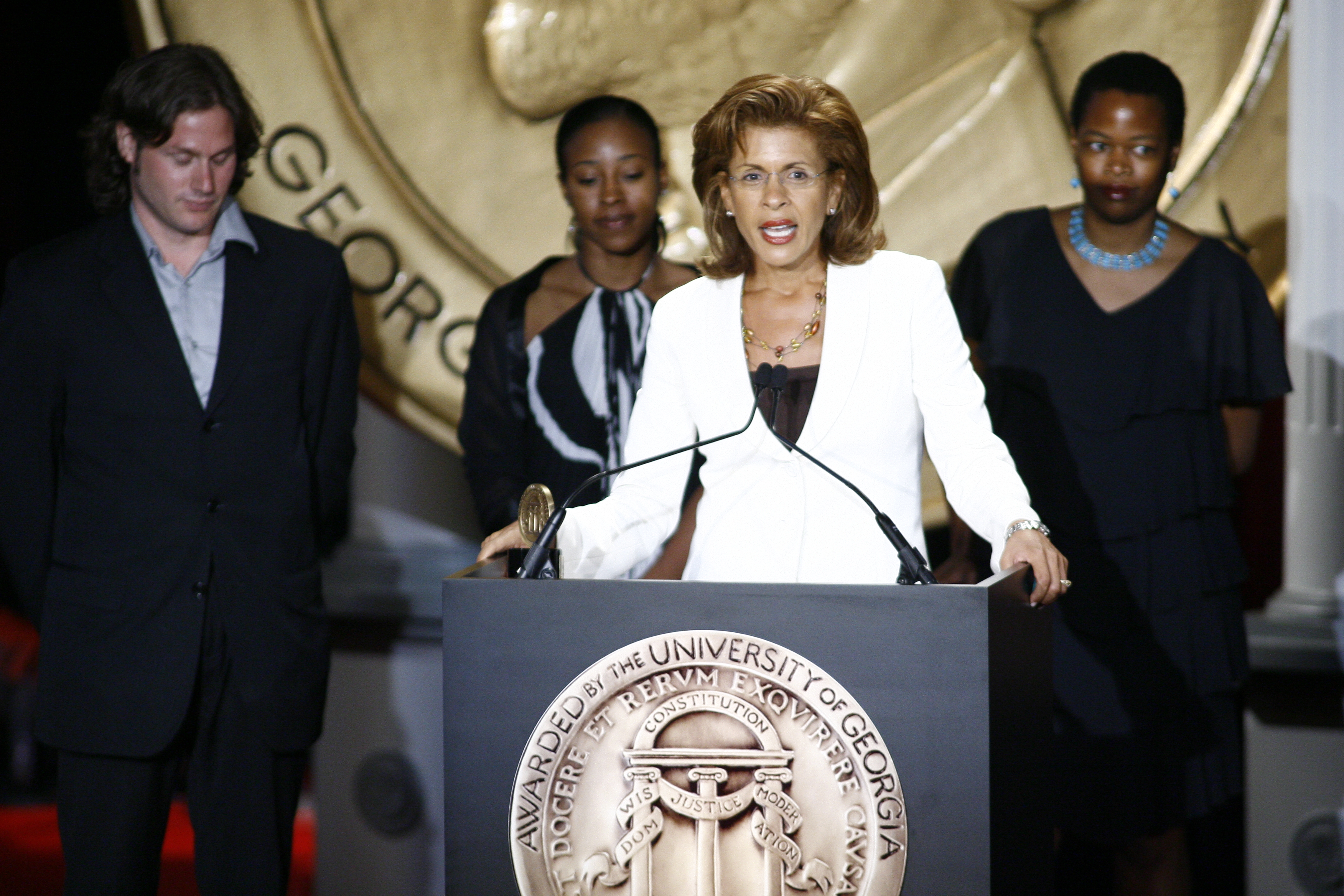
Hoda Kotb nel 66 Annual Peabody Awards

- Premio Emmy - Vincitrice (2018) Miglior presentatrice teatrale
- Annual Peabody Awards - Candidata